# Frederik Vilhelm den Store af Brandenburg-Preussen
Frederik Vilhelm den Store af Brandenburg-Preussen ("den store kurfyste"), født 16. februar 1620, død 29. april 1688, kurfyrste af Brandenburg (i personalunion med Preussen). Søn af Georg Vilhelm af Brandenburg-Preussen. Gift med Louise Henriette af Nederlandene. Far til Frederik 1. af Preussen.
Frederik Vilhelms lange regering gjorde for alvor Brandenburg til en tysk stormagt og hermed til det preussiske kongedømmes forløber. Han var en hensynsløs og opportunistisk magtpolitiker som uafbrudt arbejdede på at udvide sit land. I 1648 vandt han ved den Westfalske Fred Bag-pommern og nogle bispedømmer, deriblandt Magdeburg. 1655 deltog han i det svenske overfald på Polen og gjorde sig i årene 1657-60 fri af polsk lensoverhøjhed, senere vendte han sig mod Sverige og hjalp Danmark under Karl Gustav-krigene. Under krigene mod Ludvig 14. støttede han først Nederlandene, men svigtede senere alliancen. Han stod i spidsen for de brandenburgske tropper i slaget ved Fehrbellin 28. juni 1675, hvor han vandt stor respekt ved sejren over den svenske general Gustav Wrangel. I 1680'erne førte han en næsten underdanig politik over for Ludvig 14., men slog kort før sin død atter ind på en antifransk kurs.
Indadtil kuede han stænder og adel og skaffede sig stor magt.